# 佐賀県道・福岡県道138号西島筑邦線
佐賀県道・福岡県道138号西島筑邦線（さがけんどう・ふくおかけんどう138ごう にしじまちくほうせん）は、佐賀県三養基郡みやき町から福岡県久留米市に至る一般県道である。

## 概要
佐賀県三養基郡みやき町大字西島から福岡県久留米市安武町安武本に至る。
天建寺橋を挟み、風景が一変する。起点から天建寺橋間での区間は幅員も広く確保されている快走区間だが、天建寺橋を左折すると一変して、幅員僅少の狭路で、離合に苦労する。

### 路線データ
- 起点：佐賀県三養基郡みやき町大字西島（西島交差点、国道264号交点）
- 終点：福岡県久留米市安武町安武本（福岡県道23号久留米柳川線交点）

## 路線状況

### 重複区間
- 福岡県道・佐賀県道144号中津天建寺武島線（福岡県久留米市大善寺町中津・天建寺橋南交差点 - 佐賀県三養基郡みやき町大字天建寺）

### 道路施設

#### 橋梁
- 佐賀県
  - 新橋（寒水川、三養基郡みやき町）
  - 錠井樋橋（三養基郡みやき町）
  - 北浜田橋（三養基郡みやき町）
  - 天建寺橋（筑後川、三養基郡みやき町 - 福岡県久留米市）

かつての天建寺橋は幅員僅少で離合が極めて困難であったうえ、老朽化が進行していた。そのため、1999年（平成11年）3月に開通したのが現在の天建寺橋である。橋長426 m、総幅員14.60 mの立派な3径間連続PC斜張橋で、遠くからでもその姿を確認することができる。
- 福岡県
  - 住吉橋（安武川、久留米市）

## 地理
起点は佐賀県三養基郡みやき町。天建寺橋でいったん福岡県久留米市に入るも、その後、すぐに佐賀県三養基郡みやき町天建寺土居外に入り、再び福岡県久留米市に戻る。
これは、昔の筑後川が大きく蛇行しており、土居外地区は筑後国側ではなく肥前国側だったためで、流路変更後の現在この地区が川を挟んで飛び地のようになっている。
そのため上記のように複雑なルートになる。

### 通過する自治体
- 佐賀県
  - 三養基郡みやき町
- 福岡県
  - 久留米市
- 佐賀県
  - 三養基郡みやき町
- 福岡県
  - 久留米市

### 交差する道路
| 交差する道路                                                                           | 都道府県名 | 市町村名 | 市町村名 | 交差する場所 | 交差する場所      |
| -------------------------------------------------------------------------------------- | ---------- | -------- | -------- | ------------ | ----------------- |
| 国道264号                                                                              | 佐賀県     | 三養基郡 | みやき町 | 大字西島     | 西島交差点 / 起点 |
| 佐賀県道・福岡県道19号諸富西島線                                                       | 佐賀県     | 三養基郡 | みやき町 | 大字坂口     | 天建寺橋北交差点  |
| 福岡県道・佐賀県道144号中津天建寺武島線 重複区間起点 佐賀県道・福岡県道146号坂口藤吉線 | 福岡県     | 久留米市 | 久留米市 | 大善寺町中津 | 天建寺橋南交差点  |
| 福岡県道・佐賀県道144号中津天建寺武島線 重複区間終点                                   | 佐賀県     | 三養基郡 | みやき町 | 大字天建寺   |                   |
| 福岡県道47号久留米城島大川線                                                           | 福岡県     | 久留米市 | 久留米市 | 安武町住吉   |                   |
| 福岡県道23号久留米柳川線                                                               | 福岡県     | 久留米市 | 久留米市 | 安武町安武本 | 終点              |

### 沿線
- みやき町立三根東小学校
- 筑後川
- 久留米市立筑邦西中学校